# ShortGolf Utrecht
ShortGolf Utrecht is een 18‑holes shortgolfbaan op Sportpark Galecop in de Utrechtse gemeente Nieuwegein. De baan, die bestaat uit negen par‑3 holes zonder waterhindernis en negen par‑3/‑4 holes met water, is bedoeld voor zowel beginnende als gevorderde golfers. 

## Geschiedenis
Het initiatief voor de aanleg werd in 2015 genomen door ondernemer Arthur Simons. Op 22 mei 2016 werd de baan onder de naam Galecop Golf officieel geopend. 
Per 1 januari 2024 werd Galecop Golf overgenomen door de Hollandsche Golfbaan Exploitatiemaatschappij (HGE). De baan ging verder onder de huidige naam ShortGolf Utrecht en werd geïntegreerd in de keten van de Hollandsche Golfclub. 

## Baan
ShortGolf Utrecht beschikt over een 18‑holes shortgolf‑combinatiebaan (par 56). De eerste lus telt negen par‑3‑holes zonder waterhindernissen; de tweede lus bestaat uit negen par‑3/‑4‑holes waarin water wel in het spel komt. De baan is qualifying volgens het NGF‑handicapsysteem met een Course Rating van 50,9 (geel) en 52,8 (rood) en een Slope Rating van respectievelijk 77 en 78.
Naast de baan is er een 250 meter lange driving‑range met deels overdekte afslagplaatsen, diverse oefengreens en een short‑game‑area.  De Hollandsche Golfschool verzorgt golflessen voor alle niveaus, van absolute beginner tot single handicapper.

## Voorzieningen
- Driving‑range van 250 meter met deels overdekte afslagplaatsen. [7]
- Chipping‑ en putting‑greens en een shortgame‑area.
- Clubhuis met horecagelegenheid
- Golf‑ en groepslessen, verzorgd door de Hollandsche Golfschool. [1]

## Bereikbaarheid
ShortGolf Utrecht ligt nabij afrit 16 (Nieuwegein‑Papendorp) van de A12 en is bereikbaar met buslijn 48 (halte Galecop‑Zuid) op circa 800 meter afstand.